# Историја Средње машинске школе (Нови Сад)
За остале употребе, погледајте Средња машинска школа (Нови Сад)
Историја Средње машинске школе из Новог Сада почиње 1936. године када је основана од стране Министарства за трговину и индустрију. У почетку седиште школе било је у здању у Школској улици, преко пута некадашње жандармеријске а данас војничке касарне, на чијем се месту данас налази Виша машинска школа.
Због економске нестабилности у земљи, држава није била у могућности да сагради школску зграду. У сарадњи са министарством и жандармеријом, одлучено је да се до септембра 1929. године, жандарска коњушница преуреди за потребе Државне средње техничке школе. У почетку, школа је имала само грађевински одсек, док се прво машинско одељење основало школске 1936/37.

## Први ученици
Први ђаци машинског смера по плани и програму имали су да изуче 36 предмета, и то 11 у првој, 14 у другој, 15 у трећој и чак 16 у четвртој години. Настава се одржавала шест дана у недељи, са по седам и осам часова дневно. Током прве године машинског одсека инж. Драгомир Стошић предводио је једино машинско одељење од 46 ученика. Од тог броја је само 22 завршило разред без поправног испита, 6 је понављало, док је на поправни испит послато 11 ученика. Осталих шест ученика је искључено или се исписало.
За разлику од других шест средњх школа колико их је Нови Сад тада имао, Државна средња техничка школа није била под управом Министарства за просвету. Директоре, професоре, стране учитеље па чак и служитеље и хигијеничаре постављао је, на указ Намесничког већа у име краља Петра Првог, министар за трговину и индустрију, јер је школа била под управом тог министарства. Комплетан закононодавни систем био је у рукама Министарства за трговину и индустрију, који је и сам прописао правилник школе. Од самог почетка, машинском одсеку и интернату (који је упоредно отворен), била је посвећена велика пажња. Пратећи светски тренд у изучавању метала и његову све већу примену, држава је захтевала да средњошколци одмах по завршетку школовања буду упознати и оспособљени за рад. Због тога се од самог почетка, много улагало у наставни план и програм.

## Други светски рат

### Предратне године
Пред сам почетак Другог светског рата 1940. машински одсек Државне средње техничке школе бројао је око 120 ученика распоређено у четири одељења – по једно одељење сваког разреда. Настава се одвијала у пуном јеку. Годину дана раније отворена је и ђачка менза коју су организовали ђачко удружење „Техничар“. Удружење је формирано исте године и деловало је под окриљем СКОЈ-а, чији је секретар био Бошко Палковљевић Пинки. Поред „Техничара“ постојало је и проуправно удружење „Збор“, које је свом снагом покушавало да угуши и онемогући рад „Техничара“.

### Штрајк...
Малобројно али надмоћније удружење Збор успело је у својим намерама. За кратко време су успели да обуставе рад Техничара и угасе ђачку мензу. То је изазвало велико незадовољство многобројних ученика, а наручито Бошка Палковљевића - Пинкија. Он је заједно са Иваном Шенком, својим другом, захтевао од директора да их прими и у најкраћем року поништи забрану Збора. Уместо тога од директора су добили укор, а Наставничко веће их проглашава за политичко неподобне ученике и тражи најоштрије мере кажњавања. Идентитет другог ученика није познат, али се на основу сећања и прича, сматра да је то био Иван Шенк. (Историчари са великом дозом сигурношћу тврде да је реч о Ивану Шенку, мада се не може узети као 100% тачна тврдња. Због тога смо и ми следили тврдње и мишљења историчара. Уколико неко зна тачније информације, били бисмо вам захвални да их поделите са нама.)
Незадовољни одлуком директора, Бошко са својим другом отпочиње 10. децембра 1940. штрајк којем су се придружили готово сви ученици школе. За време наставе, ђаци су се окупљали у Дунавском парку и на обалама Дунава. Основали су и штрајкачки одбор на чијем челу је био Бошко Палковљевић. Штрајк је имао снажну подршку новосадске омладине, што је уздрмало цели Нови Сад. Поред синдиката графичара, радника, Прве мушке гимназије, Женске гимназије, Женске учитељске школе, штрајк су подржавали и два професора са машинског одсека, као и многобројни родитељи. Већина њих је скупљало материјалну помоћ за кориснике ђачке мензе, која је била затворена. Штрајкачки одбор је захтевао да се преговара са просветним властима и Банатском управом око решења проблема у Средњој техничкој школи.
Демострације су се завршиле 17. децембра 1940. када је штрајкачки одбор добио писмене гаранције да ће се сви захтеви ученика испунити.
Незадовољство Збора било је велико, али нису могли против многобројних незадовољних демонстраната. Ипак 3. фебруара 1941. Бошко Пинки био је на захтев полиције искључен из школе.

### Ратне године
После бурног штрајка, школа је наставила са уобичајним радом. Хармонијска атмосфера није дуго трајала. 1941. школа је окупирана. Цео Нови Сад био је у рукама окупатора. До 1944. године школу су похађали искључиво мађари, неколицине Немаца и око три србина. Број ученика и запослених знатно је опао. Професори су били искључиво мађари, а настава се изводила ма мађарском језику. За то време директордку функцију обављали су Сенткути Феликс и Часал Ђула. Ово је била једна од ретких школа која је за време Другог светског рата радила у Новом Саду.

## Послератне године
По завршетку рата, утврђено је да је школа у великој мери оштећена. Конплетна библиотека од 519 наслова, школски прибор и наставнички предмети су покрадени или уништени. Сазнало се да су књиге завршиле у предузећу за прераду папирних отпадака.
Иако је Нови Сад био ослобођен 23. новембра 1944, школа није одмах почела са радом. Крајем исте године организован је припремни течај за ученике који су желели да се школуји. Прва после ратна генерација уписана је септембра 1945. услови за рад су били оскудни, али професори су се сналазили са новом управом.
Убрзо је отворен и школски интернат који се налазио у близини школе (Школска бр. 2). Интернат је био новина корисна за многобројне ученике који су долазили из свих крајева земље.
Убро су уследиле реформе којима се четворогодишње образовање свело на двогодишње. То је било услед економске кризе у земљи, али и потребе за стручном радном снагом која је била све траженија. Недуго затим, школовање је враћено на четворогодишње, па на трогодишње, да би се коночно 1949 вратило на четири године.
Потрага за радном снагом машинске струке била је све већа. Послодавци су захтевали стручне раднике. Школа је била осиромашена. Наставне реквизите сведене на минимум нису биле довољне да обезбеде ниви знања које се могло стећи пре рата. У циљу акције, многобројна предузећа дала су донације: како новца, тако и машина и осталих средства потребној једној таквој школи.
1949. школа мења име у Индустријску средњу техничку школу. Школа је полако поправила свој материјални положај и настава се одвијала нормално.
1951. школи се припојила Мајсторска школа за висококвалификоване раднике. Тада је поново промењено име у Индустријску средњу техничку школу Бошко Палковљевић – Пинки.
Грађевински одсек одвојио се још школске 1946/47. и пресељен је у посебну зграду. Сада се у школи разликовао само машински и млинарски одсек .

## Новија историја

#### 1960-е
Изградњом посебне зграде у улици Булевар краља Петра I намењеној потребама машинског одсека, отпочиње новија историја Машинске школе. Саграђене су нове учионице, канцеларије, спортска хала и терени за фудбал и кошарку.
Реформом школства 1963 и формирање средњошколских центара, основан је Машински школски центар. У његов састав су улазиле Машински одсек Техничке школе Бошко Палковљевић – Пинки, одељење металске струке Школе за висококвалификоване раднике у Новом Саду, новооснована Метало-прерађевича школа са практичном обуком и новоотворена Школа за техничко цртање у Новом Саду. Тиме су добијени четворогодишњи смерови, машински техничари, трогодишњи смерови и технички цртачи чија је обука трајала две године.

#### 1970-е
1977. дошло је ди интеграције Машинског школског центра Бошко Палковљевић – Пинки и Металопрерађивачке школе за квалификоване раднике – Тито.

### 1980-е
Доградњом 16 нових учионица 1986, машинска школа је све своје ђаке преселила у зграду у Шумадијској (данас Булевар Краља Петра И). Тиме је простор који се користи у Шумадијској препуштен Саобраћајној школи.

### 1990-е
27. новембра 1990 школа је поново променила име у Средњу машинску школу. То име и данас носи.
Политичка нестабилност која је владала током 90-их годин у читавој земљи допринела је до нестабилности у свим сегментима живота, а наручито у просвети. Некадашња војно и економски јака држава полако је тонула у многобројним грађанским ратовим. Привреда је све више пропадала а техника заоста. Све то је утицало на металску индустрију којка се полако гасила. Вртоглаве инфлације знатно су утицале на број средњошколаца. Некадашња Машинска школа која је 1977. имала преко 2500 ученика у око 80 одељења, једва да је окупила 1000 ученика. Како је време пролазило, школска опрема је све више застаревала.
Ученици више нису имали сјане услове за рад, већ су били приморени да учен на машинама старим и преко 20 година. Многобројне санкције спречавале смањивале су шансе сколе да набави нову опрему.
Међутим крајем 90-их, појавом високе технологије и престанак санкција, отворила су се нове шансе које ће бити од пресудног значаја. Рачунар и интернет омогућили су формирање нових предмета, кабинета и смерова. Школа је поново враћала свој некадашњи сјај. Набављала се нова опрема (рачунари, телевизори, видео-рекордери, штампачи, скенери, камере...), која није заостајала за осталим школама. Отварањем нових смерова створила се места за многобројне професоре.
1998. уписана је и прва генерација Машинских техничара за рачунарско конструисање, али њихово школовање је било прекинуто због недозвољене НАТО агресије над тадашњом Југославијом. Али школа се одлично снашла. Одмах по завршетку агресије, наставила је са својим радом и пуном јеку.

### 2000-е
Почетком новог миленијума означале су велики преокрет како у школи тако и у држави.
Владавином народа обезбеђен је ђачки парламент који је законом регулисан и обавезан. На његовом заседању представници разреда расправљају о проблемима и захтевима ученика. Тиме се полако успоставља демократска владавина права и обавеза.
Мартовски рат на Косову и Метохији 2004. уздрмало је јавност у целом региону. Незадовољни дешавањима на Космету, ученици су организовали тродневи штрајк подршке својим сународницима са Косова. Штрајку су се придружиле неколико средњих школа, око стотинак студената, радника и родитеља и неколико професора. За разлику од штрајка из 1940, нико од учесника није кажњен. То је уједно био и највећи штрајк ове врсте у протеклих десет година.
2005. сазидана је још једна фискултурна сала са пратећим објектима. Тиме је ова школа била једина у србији која је имала две сале за физичко васпитање. Школа је почела своје унутрашње и спољашње реновирање.
Новац се није трошио само на естетско уређење школе, већи и на куповину новог намештаја, књига, рачунара... Током школске 2006/07. школа је купила робота вредног 800.000,00 динара, опремила нова три кабинета, купила преко 20 нових рачунара и ТФТ монитора, и преко 900 књига.
28. јануара 2008. званично је отворен први Војвођански центар за учење на даљину.
Средња машинска школа постала је једна од водећих, не само машинских, већи и од осталих школа како у Војводини тако и у читавој Србији. Иако су машине у појединим кабинетима застареле, она данас представља једну од најопремљенијих и најмодернијих школа која се простире на око 12.000 m² затвореног и на око 24.000 m² отвореног простора.